# Březová nad Svitavou (stacja kolejowa)
Březová nad Svitavou – stacja kolejowa w miejscowości Březová nad Svitavou, w kraju pardubickim, w Czechach. Znajduje się na wysokości 380 m n.p.m.
Jest zarządzany przez Správę železnic. Na stacji znajdują się kasy biletowe, na których istnieje możliwość zakupu biletów na wszystkie pociągi w tym międzynarodowe oraz rezerwacji miejsc.

## Linie kolejowe
- 260 Česká Třebová - Brno